# Goniobranchus aureomarginatus
Goniobranchus aureomarginatus is een slakkensoort uit de familie van de Chromodorididae. De wetenschappelijke naam van de soort is voor het eerst geldig gepubliceerd in 1881 door Cheeseman.